# Zgromadzenie Sióstr Matki Bożej Miłosierdzia

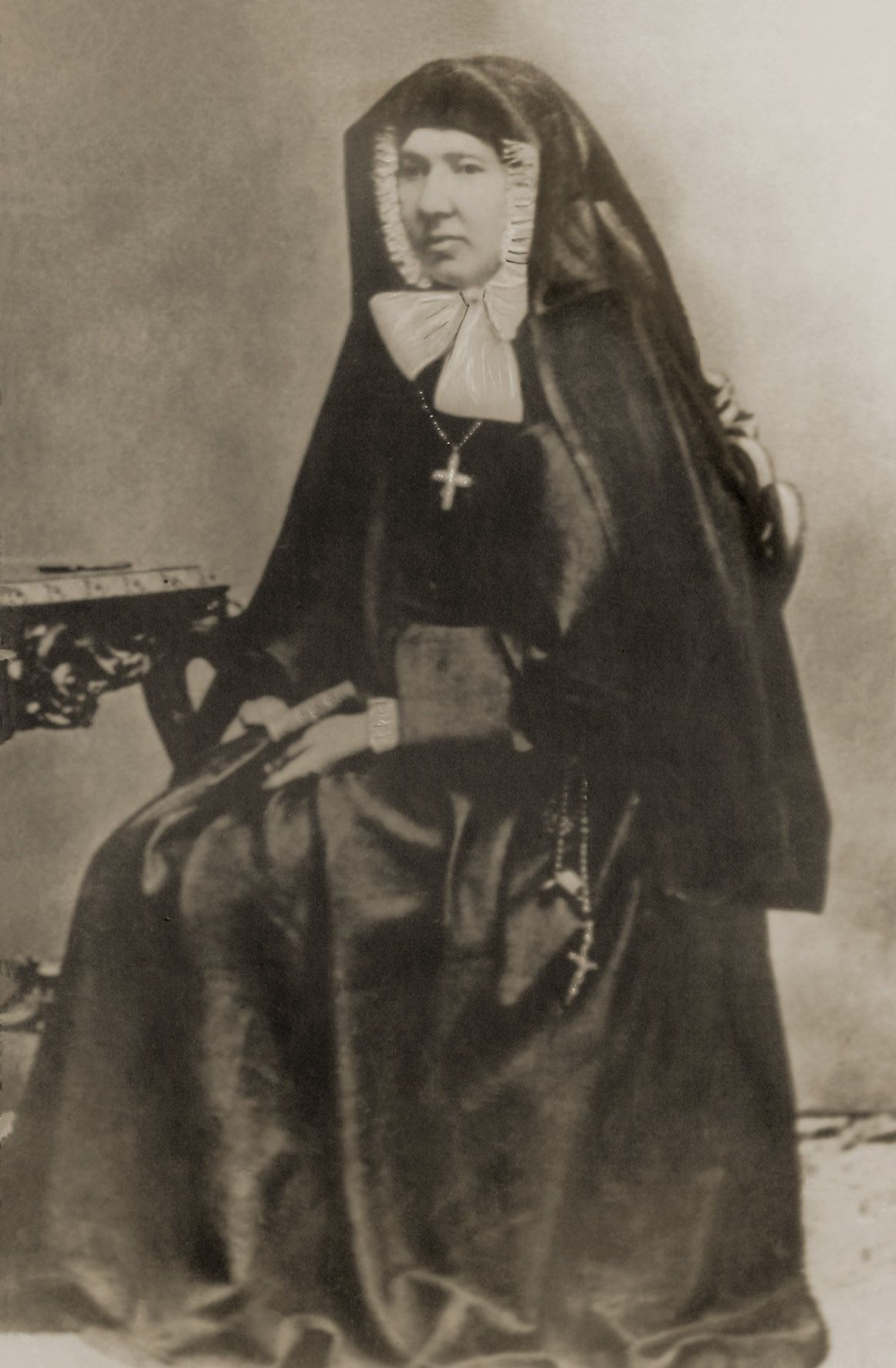
Matka Teresa Potocka

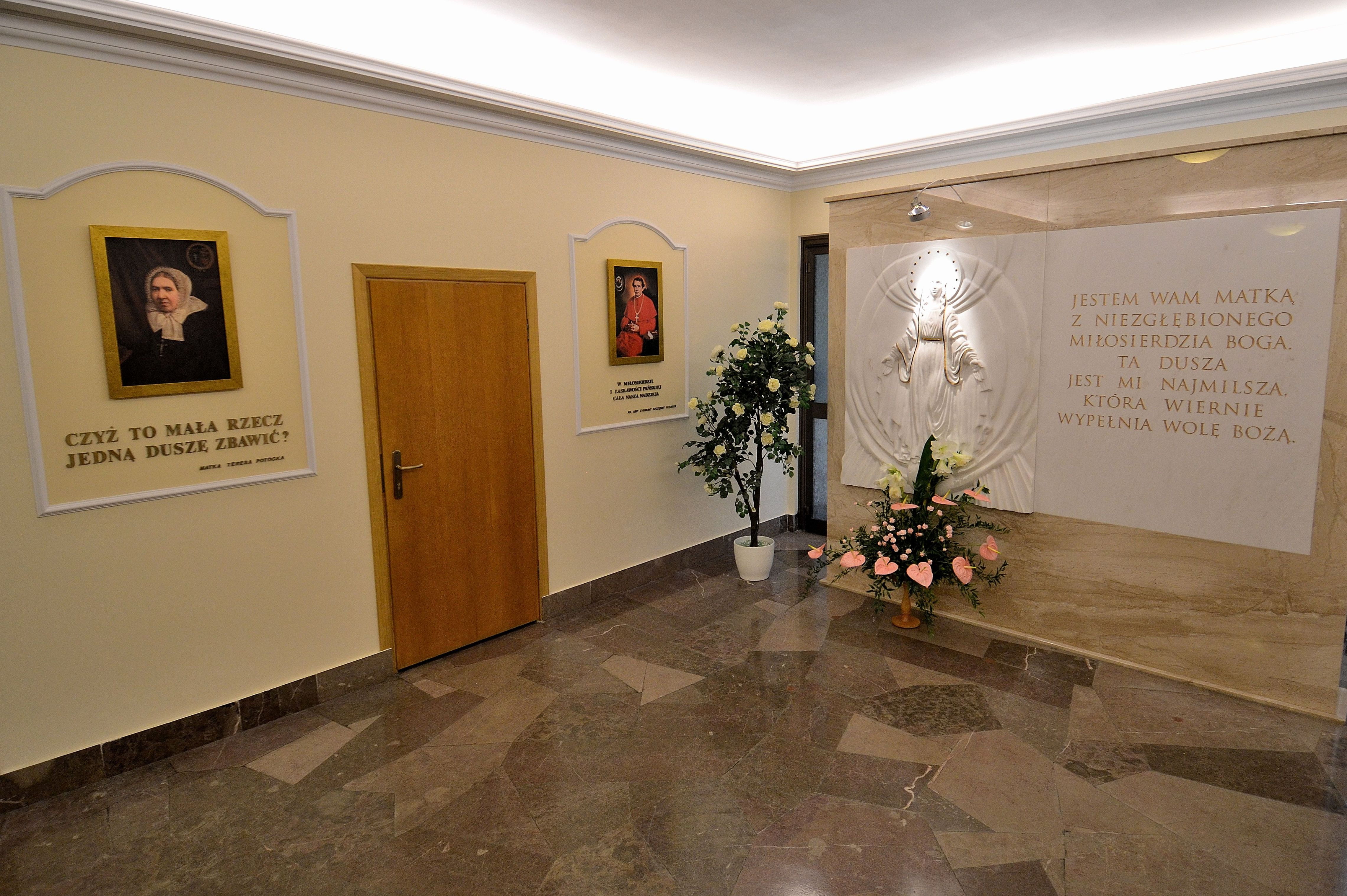
Siedziba Zgromadzenia Sióstr Matki Bożej Miłosierdzia przy ul. Żytniej 3/5 w Warszawie

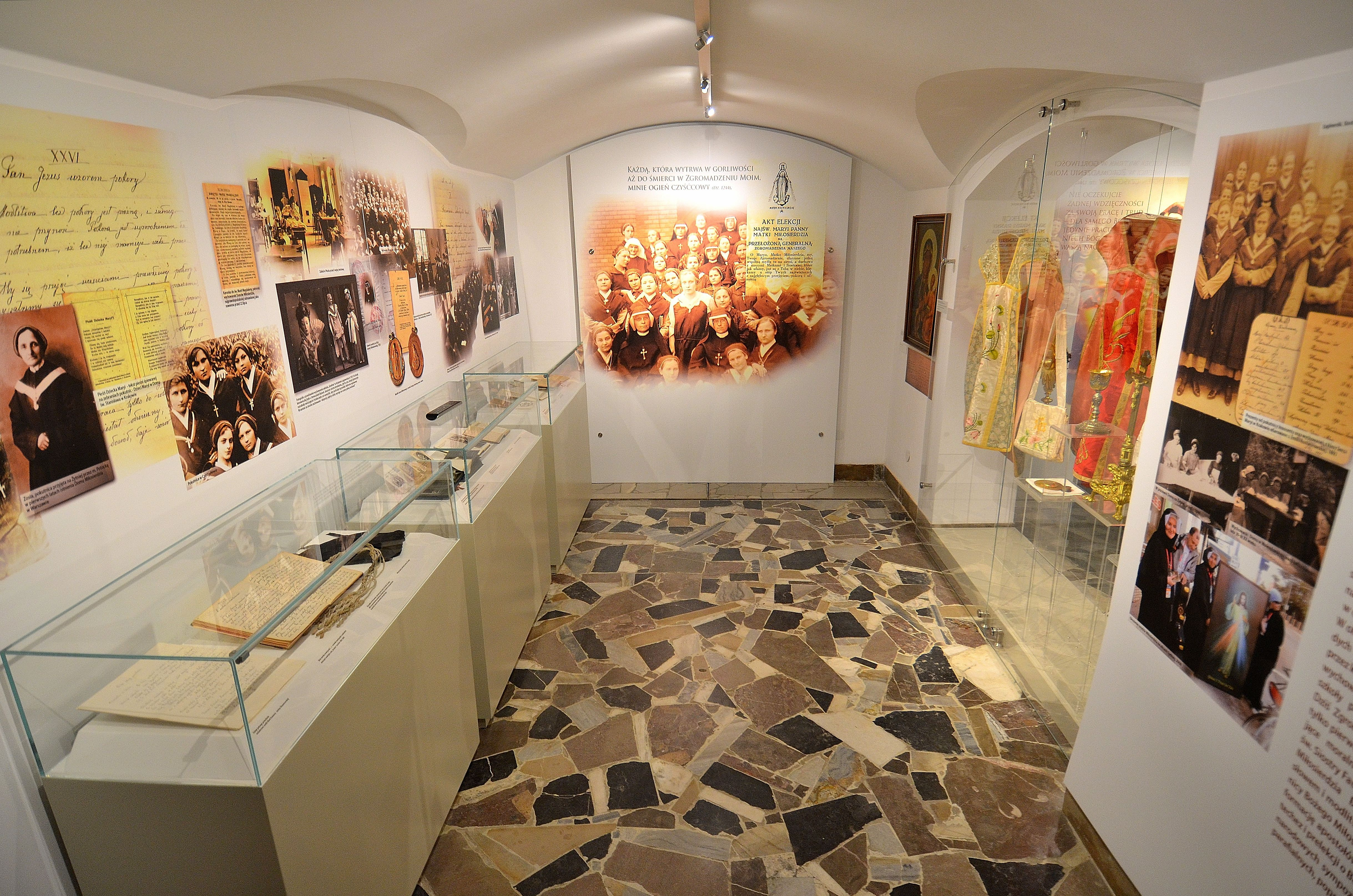
Muzeum w siedzibie Zgromadzenia Sióstr Matki Bożej Miłosierdzia w Warszawie

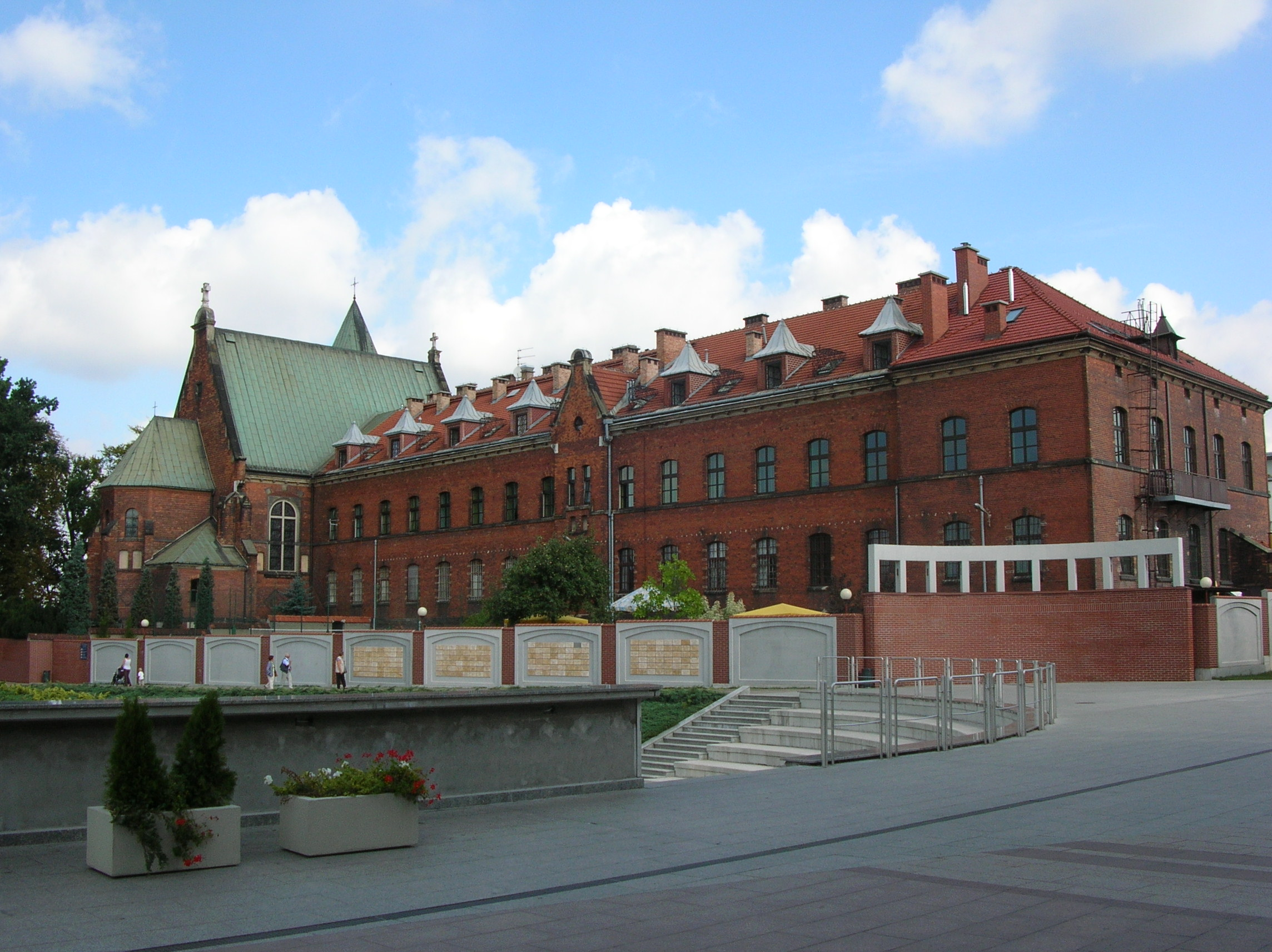
Klasztor Zgromadzenia Sióstr Matki Bożej Miłosierdzia w Krakowie-Łagiewnikach

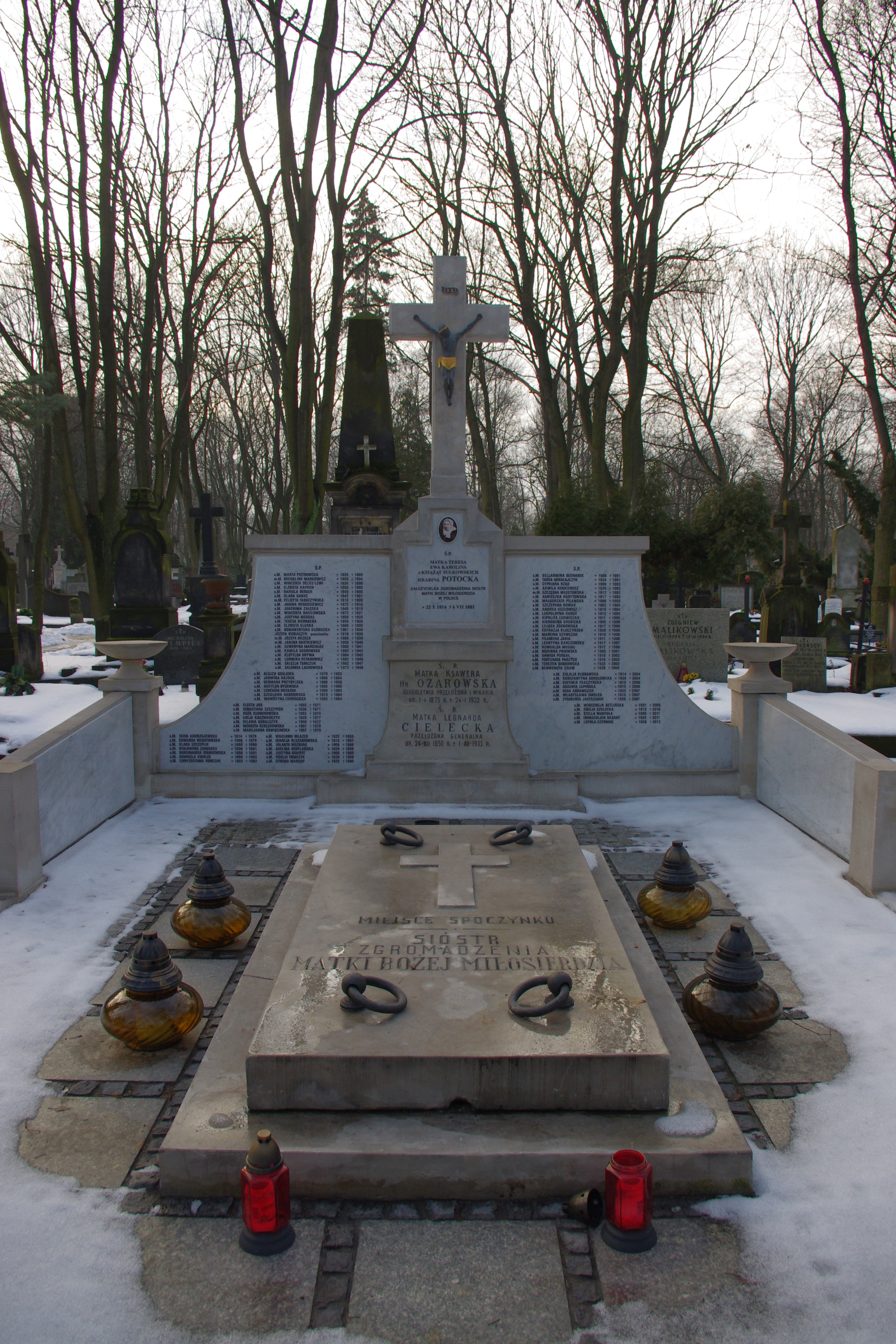
Grób hrabiny Ewy Karoliny Potockiej z domu Sułkowskiej znanej jako siostra Teresa Potocka lub matka Teresa Potocka – założycielki Zgromadzenia Sióstr Matki Bożej Miłosierdzia oraz matki Ksawery Ożarowskiej i matki Leonardy Cieleckiej w grobowcu zgromadzenia Sióstr Matki Bożej Miłosierdzia, na Cmentarzu Powązkowskim w Warszawie

Zgromadzenie Sióstr Matki Bożej Miłosierdzia, ISMM (dawniej ZMBM) (Institutum Sororum Matris Misericordiae. łac.) – żeński zakon katolicki założony w Warszawie w 1862 roku przez Teresę Ewę z książąt Sułkowskich hrabinę Potocką (1814–1881).
Herb: krzyż z promieniami, u jego podstawy litera: M.

## Historia zgromadzenia

### Początki i kształtowanie misji
'Zgromadzenie Sióstr Matki Bożej Miłosierdzia założyła Matka Teresa Ewa z książąt Sułkowskich hrabina Potocka, po ośmiomiesięcznej praktyce w Domu Miłosierdzia w Laval, Francja, wróciła do Polski i na zaproszenie abpa Zygmunta Szczęsnego Felińskiego objęła w Warszawie „Dom Schronienia” dla dziewcząt moralnie upadłych.
1 listopada 1862 abp Feliński poświęcił kaplicę i dom dla dziewcząt, i ten dzień przyjmuje się jako datę powstania Zgromadzenia Sióstr Matki Bożej Miłosierdzia w Polsce.
7 września 1878 roku, Zgromadzenie połączyło się ze Zgromadzeniem w Laval i otrzymało zatwierdzenie papieskie w formie dekretu pochwalnego wydanego przez Świętą Kongregację Biskupów i Zakonników.
Nowe konstytucje wytyczyły organizację Zgromadzenia i sposób życia. Odtąd Zgromadzenie mogło się normalnie rozwijać w granicach oznaczonych prawem kościelnym.
W 1922 roku nastąpiło odłączenie się od Zgromadzenia w Laval i zakon zaczął kontynuować swoją działalność samodzielnie.
W okresie międzywojennym XX wieku coraz więcej było młodych dziewcząt, kierowanych przez kuratoria, sądy i osoby prywatne, dla których stopniowo zorganizowano system szkolny. W ten sposób „Domy Miłosierdzia”, które były miejscem pracy i modlitwy, przekształcały się w zamknięte zakłady wychowawcze z programem nauczania w zakresie szkoły podstawowej i średnich szkół zawodowych.
W czasach komunistycznych do 1962 upaństwowiono zakłady prowadzone przez Zgromadzenie, a niektóre przekształcono na placówki Caritas, w których siostry objęły opieką dzieci o obniżonej sprawności umysłowej i psychoruchowej oraz chore kobiety.

### Współzałożycielki zakonu

#### Teresa Agata Rondeau
(ur. 6 października 1793 w Laval, zm. 16 lipca 1866 w Laval)
Pod wpływem swego spowiednika o. Jeana Chanon SJ podjęła się pracy nad pokutnicami, czyli kobietami, które potrzebowały głębokiej odnowy moralnej i chciały odmienić swoje życie. Nie mając odpowiedniego przygotowania ani doświadczenia, w 1818 roku udała się do Bordeaux, gdzie istniał dom pokutnic zwany „Miłosierdzie”, by zapoznać się z jego organizacją i metodami pracy apostolskiej. Tam odbyła nowicjat, złożyła prywatne śluby i wróciła do Laval, by zostać fundatorką nowego dzieła, niezależnego od istniejącego w Bordeaux.
Za jej życia siostry nie składały ślubów wieczystych, lecz co roku ponawiały śluby czasowe przed spowiednikiem w konfesjonale. Zmarła 16 lipca 1866 roku w Laval i została pochowana w ogrodzie na posesji Zgromadzenia.
Zgromadzenie Sióstr Matki Bożej Miłosierdzia w Polsce przyznało jej tytuł współzałożycielki.

#### Teresa Ewa Potocka
(ur. 22 października 1814 w Warszawie, zm. 6 lipca 1881 w Wilanowie)
W 1838 roku Teresa Ewa Potocka wyszła za mąż za hrabiego Władysława Potockiego z Chrząstowa koło Częstochowy.
Po jego śmierci i bezdzietnym małżeństwie, zaczęła myśleć o całkowitym poświęceniu się Bogu i ufundowaniu dzieła miłosierdzia.
Za radą kierownika duchowego ks. Zygmunta Goliana wraz z dwiema towarzyszkami pojechała do Laval we Francji, by pod kierunkiem Matki Teresy Rondeau zapoznać się z metodami pracy nad poprawą dziewcząt i kobiet moralnie upadłych.
Po skróconym nowicjacie w czasie obłóczyn otrzymała imię zakonne Teresa. Z Laval zabrała regulaminy, które miały służyć do zachowania tego samego stylu życia i pracy apostolskiej w nowej, ale niezależnej instytucji w Polsce.
Po powrocie do kraju przyjęła zaproszenie arcybiskupa Zygmunta Szczęsnego Felińskiego i objęła „Dom schronienia” w Warszawie przy ul. Żytniej, który został poświęcony 1 listopada 1862 roku. Tę datę przyjmuje się jako początek działalności Zgromadzenia Sióstr Matki Bożej Miłosierdzia w Polsce.
W 1868 roku, Matka Potocka otwarła dom w Krakowie. W 1878 roku przyjęła propozycję wysuniętą przez Zgromadzenie w Laval, by połączyć obie rodziny zakonne w celu uzyskania zatwierdzenia przez Stolicę Apostolską. Po uzyskaniu dekretu pochwalnego Stolicy Świętej, zarządzała polskimi domami jako wikaria zależna od przełożonej generalnej w Laval. Zmarła po długiej chorobie 6 lipca 1881 roku Wilanowie, pochowana została na Powązkach w Warszawie.

#### Faustyna Maria Kowalska
(ur. 25 sierpnia 1905 w Głogowcu, zm. 5 października 1938 w Krakowie)
1 sierpnia 1925 w Domu Zakonnym w Warszawie postulat rozpoczęła Helena Kowalska – późniejsza Święta Faustyna

30 kwietnia 1926 uczestniczyła w obłóczynach, stając się członkiem Zgromadzenia Sióstr Matki Bożej Miłosierdzia.
Jej życie i apostolstwo przyczyniło się do znacznego rozsławienia zgromadzenia.

25 sierpnia 1995 uznano ją za duchową współzałożycielkę.

## Działalność
Obecnie Zgromadzenie Sióstr Matki Bożej Miłosierdzia prowadzi Młodzieżowy Ośrodek Wychowawczy dla dziewcząt, domy samotnych matek, świetlice terapeutyczne i przedszkola, głosi orędzie Miłosierdzia w sanktuariach, parafiach, w kraju i poza granicami, formuje apostołów Bożego Miłosierdzia w międzynarodowym stowarzyszeniu „Faustinum”, prowadzi Wydawnictwo „Misericordia”, redaguje własny kwartalnik „Orędzie Miłosierdzia”, współpracuje z mediami, starając się we wszystkich pracach uobecniać w świecie ewangeliczną wartość, jaką jest miłosierdzie Boskie i ludzkie. W Płocku, od 25 marca 2009, czynne jest Okno życia.

### Działalność w Polsce
- Dom generalny – Warszawa, Żytnia 3/9 – 52°14′25,9″N 20°59′02,6″E/52,240528 20,984056
- Dom zakonny – Biała, ul. Sienkiewicza 18 – 52°36′18,0″N 19°39′01,4″E/52,605000 19,650389
- Dom Samotnej Matki im. T. Strzembosz – Chyliczki, ul. Wschodnia 6 – 52°05′05,9″N 21°04′12,4″E/52,084972 21,070111
- Zakład Opiekuńczo-Leczniczy – Częstochowa, ul. św. Barbary 9/11 – 50°48′32,8″N 19°05′46,8″E/50,809111 19,096333
- Dom Rekolekcyjny „Miłosierdzie” i przedszkole – Derdy, ul. Łączności 158 – 52°05′18,6″N 20°51′41,3″E/52,088500 20,861472
- Dom zakonny – Gdańsk, Trakt św. Wojciecha 396a – 54°17′28,2″N 18°38′01,7″E/54,291167 18,633806
- Ośrodek Wychowawczy – Kalisz, ul. Poznańska 26 – 51°45′39,9″N 18°04′16,0″E/51,761083 18,071111
- Ośrodek Wychowawczy – Kraków, ul. Siostry Faustyny 3
- Ośrodek Wychowawczy – Wrocław, pl. Grunwaldzki 3b[5]
- Dom Samotnej Matki – Kiekrz, ul. Kierska 10 – 52°29′27,8″N 16°46′25,3″E/52,491056 16,773694

- Dom nowicjatu – Kraków, ul. Siostry Faustyny 3 – 50°01′17″N 19°56′12″E/50,021389 19,936667

Zakon jest również opiekunem Sanktuarium Bożego Miłosierdzia w Krakowie-Łagiewnikach.
- Dom zakonny i bursa – Łódź, ul. Wici 47 – 51°47′53,5″N 19°22′16,0″E/51,798194 19,371111
- Dom zakonny[6] i Okno życia – Płock, pl. Stary Rynek 14/18 – 52°32′38,9″N 19°41′08,3″E/52,544139 19,685639
- Dom zakonny – Rabka-Zdrój, ul. Słowackiego 12 – 49°36′39,6″N 19°58′15,0″E/49,611000 19,970833
- Dom zakonny – Radom, ul. Adama Struga 31 – 51°24′22,6″N 21°09′38,2″E/51,406278 21,160611
- Dom zakonny – Sieradz, al. Grunwaldzka 8 – 51°35′19″N 18°43′09″E/51,588611 18,719167
- Dom zakonny[7] – Świnice Warckie, ul. Chopina 5 – 52°02′21,4″N 18°55′11,8″E/52,039278 18,919944
- Dom zakonny – Toruń, ul. św. Faustyny 7
- Dom wychowawczo-opiekuńczy dla młodzieży – Walendów, ul. Nad Utratą 30 – 52°04′29,3″N 20°50′49,7″E/52,074806 20,847139
- Dom pomocy społecznej dla dorosłych im. św. Józefa – Warszawa-Grochów, ul. Hetmańska 44 – 52°14′49,5″N 21°06′41,4″E/52,247083 21,111500
- Dom zakonny – Zakopane, ul. Krzeptówki 172 – 49°16′53,8″N 19°54′52,5″E/49,281611 19,914583

### Działalność poza granicami Polski

#### Stany Zjednoczone
- Dom nowicjatu[8] – 241 Neponset Ave, Boston, MA – Boston 42°17′25,5″N 71°02′58,0″W/42,290417 -71,049444

W 1986 r. Kardynał Bernard Law podczas pielgrzymki do Sanktuarium w Łagiewnikach, zwrócił się do Matki Generalnej Zgromadzenia Sióstr Matki Bożej Miłosierdzia, siostry Pauliny Słomki, o przysłanie do Bostonu kilku sióstr w celu stworzenia wspólnoty Zgromadzenia Sióstr Matki Bożej Miłosierdzia.

Trzy siostry przybyły do Bostonu 15 września 1988, gdzie założyły tymczasowo klasztor przy parafii Matki Boskiej Częstochowskiej.
Był to pierwszy międzynarodowy dom tego Zgromadzenia założony poza Polską.
Początkowo siostry pracowały w jadłodajni o nazwie „Our Daily Bread”, a następnie przez kilka lat w schronisku dla bezdomnych zubożałych kobiet z dziećmi o nazwie „St. Ambrose Family Inn”.

Kiedy pierwsza amerykańska kandydatka wyraziła zainteresowanie wstąpieniem do Zgromadzenia Sióstr Matki Bożej Miłosierdzia, 10 października 1993, decyzją kardynała Bernard Law, Zgromadzenie zostało przeniesione do obecnego klasztoru przy kościele św Anny, Neponset Ave. Dorchester, MA.
Apostolstwo Zgromadzenia Sióstr Matki Bożej Miłosierdzia w Bostonie przeszło ewolucję. Zamiast pracy w schronisku dla bezdomnych kobiet, modlą się z osobami w podeszłym wieku i umierającymi w domach opieki oraz docierają do kobiet i mężczyzn w więzieniach, głosząc orędzie Miłosierdzia Bożego.
Klasztor ten służy jako dom formacyjny dla wszystkich anglojęzycznych kandydatek.

#### Białoruś
- Szydłowice (ul. Sowiecka 8a)
- Postawy (ul. Nadbrzeżna 6)

#### Czechy
- Dvůr Králové nad Labem[9]
- Praha 2 – Vyšehrad[9]

#### Kazachstan
- Pietropawłowsk, Auezova 133 A
- Tajynsza, Kunszygys 81

#### Słowacja
- Bratislava – Rača, Alstrova 171 – Bratysława 48°12′46,0″N 17°08′56,8″E/48,212778 17,149111
- Nižný Hrušov[10]

#### Włochy
- Rzym, Via dei Penitenzieri 12 Rzym 41°54′04,1″N 12°27′40,2″E/41,901139 12,461167

## Odznaczenia
- Odznaka Honorowa za Zasługi dla Ochrony Praw Dziecka (2023)[11]